# FIBA EuroChallenge 2011-12
El FIBA EuroChallenge 2011-12 fue la novena edición de la FIBA EuroChallenge, el tercer nivel de competiciones europeas de baloncesto, la cuarta con esta denominación, tras haber sido conocida anteriormente como FIBA Europe League y FIBA EuroCup. El campeón fue el Beşiktaş turco. La final four se disputó en Debrecen, Hungría.

## Equipos
32 equipos participaron en la temporada regular del EuroChallenge:
- Un total de 19 equipos clasificados directamente.
- Otros 5 equipos ganaron su puesto en una ronda calificatoria.
- Los restantes 8 equipos son los perdedores de la fase de calificación de la Eurocup 2011-12.

| Clasificados           | Clasificados | Clasificados                      | Clasificados                      | Clasificados                      | Clasificados                      |
| País (Liga)            | Nº equipos   | Equipos (puesto en liga nacional) | Equipos (puesto en liga nacional) | Equipos (puesto en liga nacional) | Equipos (puesto en liga nacional) |
| ---------------------- | ------------ | --------------------------------- | --------------------------------- | --------------------------------- | --------------------------------- |
| Alemania (BBL)         | 4            | Artland Dragons (4)               | EWE Baskets Oldenburg (6)         | BG Göttingen (7)                  | Telekom Baskets (13)              |
| Turquía (TBL)          | 4            | Pınar Karşıyaka (5)               | Beşiktaş Milangaz (6)             | Olin Edirne (7)                   | Türk Telekom B.K. (10)            |
| Francia (LNB)          | 3            | Élan Chalon (5)                   | Chorale Roanne (6)                | Pau-Lacq-Orthez (9)               |                                   |
| Rusia (PBL)            | 3            | BC Nizhny Novgorod (5)            | BC Enisey Krasnoyarsk (6)         | BC Triumph Lyubertsy (10)         |                                   |
| Bélgica (Ligue Ethias) | 2            | Generali Okapi Aalstar (2)        | Antwerp Giants (5)                |                                   |                                   |
| Chipre (Division 1)    | 2            | ETHA Engomis (1)                  | Keravnos (4)                      |                                   |                                   |
| República Checa (NBL)  | 2            | BK Prostějov (2)                  | BK Pardubice (3)                  |                                   |                                   |
| Hungría (NBI/A)        | 2            | Szolnoki Olaj KK (1)              | Atomerőmű SE (3)                  |                                   |                                   |
| Ucrania (SuperLeague)  | 2            | BC Hoverla (3)                    | Khimik Yuzhny (12)                |                                   |                                   |
| Bielorrusia (BPL)      | 1            | BC Minsk-2006 (1)                 |                                   |                                   |                                   |
| Georgia (Super Liga)   | 1            | BC Armia (1)                      |                                   |                                   |                                   |
| Letonia (LBL)          | 1            | BK Ventspils (2)                  |                                   |                                   |                                   |
| Países Bajos (DBL)     | 1            | ZZ Leiden Basket (1)              |                                   |                                   |                                   |
| Rumania (Divizia A)    | 1            | Mobitelco Cluj-Napoca (1)         |                                   |                                   |                                   |
| España (ACB)           | 1            | Mad-Croc Fuenlabrada (7)          |                                   |                                   |                                   |
| Eslovaquia (Extraliga) | 1            | BK Spu Bemaco Nitra (1)           |                                   |                                   |                                   |
| Suecia (Basketligan)   | 1            | Norrköping Dolphins (2)           |                                   |                                   |                                   |

- Negrita indica equipo clasificado como perdedor en la calificación de la Eurocup 2011-12
- Cursiva indica equipo ganador en la fase de calificación del Eurochallenge.

### Ronda de calificación del EuroChallenge
Los ganadores se unieron a la fase final del EuroChallenge
| Equipo 1             | Resultado | Equipo 2                   | Partido 1 | Partido 2 |
| -------------------- | --------- | -------------------------- | --------- | --------- |
| Spartak Primorye     | 141 – 147 | BC Enisey Krasnoyarsk      | 75 – 58   | 66 – 89   |
| BC Triumph Lyubertsy | 168 – 151 | Krasnye Krylya Samara      | 94 – 71   | 74 – 80   |
| BC Sokhumi           | 157 – 175 | BC Minsk-2006              | 94 – 78   | 63 – 97   |
| Atomerőmű SE         | 155 – 128 | Arkadia Traiskirchen Lions | 70 – 48   | 80 – 85   |
| Pyrintö Tampere      | 134 – 137 | Szolnoki Olaj KK           | 77 – 69   | 57 – 68   |

## Temporada regular
|  | Dos primeros puestos acceden al Last 16 |

### Grupo A
|    | Equipo                | PJ | G | P | PF  | PC  | Dif  | Pts |
| -- | --------------------- | -- | - | - | --- | --- | ---- | --- |
| 1. | EWE Baskets Oldenburg | 6  | 6 | 0 | 534 | 428 | +106 | 12  |
| 2. | Mad-Croc Fuenlabrada  | 6  | 4 | 2 | 530 | 477 | +53  | 10  |
| 3. | BK Bemaco Spu Nitra   | 6  | 1 | 5 | 478 | 504 | –26  | 7   |
| 4. | Norrköping Dolphins   | 6  | 1 | 5 | 448 | 581 | –133 | 7   |

|                       | FUE    | NIT   | EWE   | NOR    |
| Mad-Croc Fuenlabrada  |        | 93–80 | 77–83 | 89–75  |
| BK Bemaco Spu Nitra   | 75–86  |       | 72–77 | 108–78 |
| EWE Baskets Oldenburg | 85–66  | 88–79 |       | 106–61 |
| Norrköping Dolphins   | 79–119 | 82–64 | 73–95 |        |

### Grupo B
|    | Equipo            | PJ | G | P | PF  | PC  | Dif  | Pts |
| -- | ----------------- | -- | - | - | --- | --- | ---- | --- |
| 1. | Beşiktaş Milangaz | 6  | 6 | 0 | 543 | 437 | +106 | 12  |
| 2. | ZZ Leiden Basket  | 6  | 3 | 3 | 434 | 437 | –3   | 9   |
| 3. | BC Armia          | 6  | 3 | 3 | 441 | 464 | –23  | 9   |
| 4. | BG Göttingen      | 6  | 0 | 6 | 432 | 512 | –80  | 6   |

|                   | ARM    | BJK   | GÖT    | ZZL   |
| BC Armia          |        | 75–77 | 82–76  | 74–71 |
| Beşiktaş Milangaz | 103–82 |       | 105–94 | 76–69 |
| BG Göttingen      | 61–69  | 59–96 |        | 71–80 |
| ZZ Leiden Basket  | 76–59  | 58–86 | 80–71  |       |

### Grupo C
|    | Equipo         | PJ | G | P | PF  | PC  | Dif | Pts |
| -- | -------------- | -- | - | - | --- | --- | --- | --- |
| 1. | Chorale Roanne | 6  | 5 | 1 | 490 | 451 | +39 | 11  |
| 2. | BK Pardubice   | 6  | 4 | 2 | 478 | 476 | +2  | 10  |
| 2. | BK Prostějov   | 6  | 3 | 3 | 476 | 487 | –11 | 9   |
| 4. | BC Hoverla     | 6  | 0 | 6 | 425 | 455 | –30 | 6   |

|                | HOV   | PAR   | PRO   | ROA   |
| BC Hoverla     |       | 76–77 | 75–77 | 63–70 |
| BK Pardubice   | 72–69 |       | 98–84 | 82–77 |
| BK Prostějov   | 78–64 | 82–76 |       | 85–87 |
| Chorale Roanne | 81–78 | 88–73 | 87–70 |       |

### Grupo D
|    | Equipo             | PJ | G | P | PF  | PC  | Dif | Pts |
| -- | ------------------ | -- | - | - | --- | --- | --- | --- |
| 1. | BC Nizhny Novgorod | 6  | 4 | 2 | 492 | 425 | +67 | 10  |
| 1. | BK Ventspils       | 6  | 4 | 2 | 436 | 422 | +14 | 10  |
| 3. | Khimik Yuzhny      | 6  | 3 | 3 | 446 | 451 | –5  | 9   |
| 4. | Atomerőmű SE       | 6  | 1 | 5 | 399 | 475 | –76 | 7   |

|                    | ATO   | NN    | VEN   | KHI   |
| Atomerőmű SE       |       | 83–72 | 78–79 | 73–76 |
| BC Nizhny Novgorod | 96–51 |       | 77–63 | 85–73 |
| BK Ventspils       | 69–56 | 77–75 |       | 81–55 |
| Khimik Yuzhny      | 83–58 | 78–87 | 81–67 |       |

### Grupo E
|    | Equipo                | PJ | G | P | PF  | PC  | Dif | Pts |
| -- | --------------------- | -- | - | - | --- | --- | --- | --- |
| 1. | Élan Chalon           | 6  | 5 | 1 | 479 | 481 | –2  | 11  |
| 2. | Antwerp Giants        | 6  | 4 | 2 | 474 | 424 | +50 | 10  |
| 3. | BC Enisey Krasnoyarsk | 6  | 2 | 4 | 458 | 468 | –10 | 8   |
| 4. | Mobitelco Cluj-Napoca | 6  | 1 | 5 | 446 | 484 | –38 | 7   |

|                       | ANT   | ENI   | MOB   | CHA   |
| Antwerp Giants        |       | 73–69 | 87–63 | 78–79 |
| BC Enisey Krasnoyarsk | 76–72 |       | 73–81 | 79–80 |
| Mobitelco Cluj-Napoca | 72–74 | 75–82 |       | 81–85 |
| Élan Chalon           | 65–90 | 87–79 | 83–74 |       |

### Grupo F
|    | Equipo                 | PJ | G | P | PF  | PC  | Dif | Pts |
| -- | ---------------------- | -- | - | - | --- | --- | --- | --- |
| 1. | BC Triumph Lyubertsy   | 6  | 4 | 2 | 451 | 434 | +17 | 10  |
| 2. | Generali Okapi Aalstar | 6  | 3 | 3 | 511 | 463 | +48 | 9   |
| 3. | ETHA Engomis           | 6  | 3 | 3 | 409 | 438 | –29 | 9   |
| 4. | Olin Edirne            | 6  | 2 | 4 | 449 | 485 | –36 | 8   |

|                        | TRI   | ETH   | OKA   | OLI   |
| BC Triumph Lyubertsy   |       | 60–68 | 83–78 | 70–61 |
| ETHA Engomis           | 55–72 |       | 61–80 | 70–67 |
| Generali Okapi Aalstar | 83–84 | 89–73 |       | 95–70 |
| Olin Edirne            | 89–82 | 70–82 | 92–86 |       |

### Grupo G
|    | Equipo          | PJ | G | P | PF  | PC  | Dif | Pts |
| -- | --------------- | -- | - | - | --- | --- | --- | --- |
| 1. | Telekom Baskets | 6  | 4 | 2 | 490 | 452 | +38 | 10  |
| 2. | Pınar Karşıyaka | 6  | 3 | 3 | 476 | 477 | –1  | 9   |
| 3. | BC Minsk-2006   | 6  | 3 | 3 | 487 | 515 | –28 | 9   |
| 3. | Türk Telekom    | 6  | 2 | 4 | 487 | 496 | –9  | 8   |

|                 | MIN     | KSK   | TEL   | TUR   |
| BC Minsk-2006   |         | 70–79 | 79–71 | 74–93 |
| Pınar Karşıyaka | 103–105 |       | 66–65 | 81–83 |
| Telekom Baskets | 93–81   | 80–65 |       | 87–80 |
| Türk Telekom    | 76–78   | 74–82 | 81–94 |       |

### Grupo H
|    | Equipo           | PJ | G | P | PF  | PC  | Dif | Pts |
| -- | ---------------- | -- | - | - | --- | --- | --- | --- |
| 1. | Artland Dragons  | 6  | 5 | 1 | 520 | 480 | +40 | 11  |
| 2. | Szolnoki Olaj KK | 6  | 4 | 2 | 500 | 483 | +17 | 10  |
| 3. | Keravnos         | 6  | 2 | 4 | 483 | 511 | –28 | 8   |
| 4. | Pau-Lacq-Orthez  | 6  | 1 | 5 | 446 | 475 | –29 | 7   |

|                  | ART   | KER   | PAU   | SZO   |
| Artland Dragons  |       | 93–75 | 87–81 | 86–78 |
| Keravnos         | 81–93 |       | 67–70 | 82–91 |
| Pau-Lacq-Orthez  | 75–76 | 83–85 |       | 67–75 |
| Szolnoki Olaj KK | 90–85 | 81–93 | 85–70 |       |

## Last 16
|  | Ventaja de pista en cuartos de final |
|  | Clasificado para cuartos de final    |

### Grupo I
|    | Equipo                | PJ | G | P | PF  | PC  | Dif | Pts |
| -- | --------------------- | -- | - | - | --- | --- | --- | --- |
| 1. | BK Ventspils          | 6  | 4 | 2 | 455 | 448 | +7  | 10  |
| 2. | Chorale Roanne        | 6  | 3 | 3 | 505 | 464 | +41 | 9   |
| 3. | EWE Baskets Oldenburg | 6  | 3 | 3 | 456 | 447 | +9  | 9   |
| 4. | ZZ Leiden Basket      | 6  | 2 | 4 | 387 | 444 | –57 | 8   |

|                       | VEN   | ROA   | OLD   | ZZL   |
| BK Ventspils          |       | 94–92 | 74–61 | 69–73 |
| Chorale Roanne        | 88–89 |       | 86–80 | 91–56 |
| EWE Baskets Oldenburg | 77–69 | 82–80 |       | 85–62 |
| ZZ Leiden Basket      | 57–60 | 63–68 | 76–71 |       |

### Grupo J
|    | Equipo                 | PJ | G | P | PF  | PC  | Dif | Pts |
| -- | ---------------------- | -- | - | - | --- | --- | --- | --- |
| 1. | Élan Chalon            | 6  | 3 | 3 | 494 | 467 | +27 | 9   |
| 2. | Szolnoki Olaj KK       | 6  | 3 | 3 | 521 | 511 | +10 | 9   |
| 3. | Telekom Baskets        | 6  | 3 | 3 | 497 | 509 | –12 | 9   |
| 4. | Generali Okapi Aalstar | 6  | 3 | 3 | 479 | 504 | –25 | 9   |

|                        | CHA   | AAL    | SZO   | TEL   |
| Élan Chalon            |       | 87–72  | 85–64 | 88–66 |
| Generali Okapi Aalstar | 84–64 |        | 86–84 | 98–86 |
| Szolnoki Olaj KK       | 90–81 | 112–76 |       | 96–94 |
| Telekom Baskets        | 91–89 | 71–63  | 89–75 |       |

### Grupo K
|    | Equipo               | PJ | G | P | PF  | PC  | Dif | Pts |
| -- | -------------------- | -- | - | - | --- | --- | --- | --- |
| 1. | Mad-Croc Fuenlabrada | 6  | 6 | 0 | 465 | 430 | +35 | 12  |
| 2. | Beşiktaş Milangaz    | 6  | 4 | 2 | 458 | 433 | +25 | 10  |
| 3. | BC Nizhny Novgorod   | 6  | 1 | 5 | 450 | 460 | –10 | 7   |
| 4. | BK Pardubice         | 6  | 1 | 5 | 434 | 484 | –50 | 7   |

|                      | FUE   | NN    | BJK   | PAR   |
| Mad-Croc Fuenlabrada |       | 73–70 | 72–70 | 85–70 |
| BC Nizhny Novgorod   | 70–78 |       | 64–75 | 86–65 |
| Beşiktaş Milangaz    | 77–78 | 82–80 |       | 78–70 |
| BK Pardubice         | 73–79 | 87–80 | 69–76 |       |

### Grupo L
|    | Equipo               | PJ | G | P | PF  | PC  | Dif | Pts |
| -- | -------------------- | -- | - | - | --- | --- | --- | --- |
| 1. | Artland Dragons      | 6  | 5 | 1 | 495 | 478 | +17 | 11  |
| 2. | BC Triumph Lyubertsy | 6  | 3 | 3 | 452 | 463 | –11 | 9   |
| 3. | Pınar Karşıyaka      | 6  | 2 | 4 | 487 | 488 | –1  | 8   |
| 4. | Antwerp Giants       | 6  | 2 | 4 | 417 | 422 | –5  | 8   |

|                      | ANT   | ART   | TRI   | KSK   |
| Antwerp Giants       |       | 63–67 | 83–58 | 89–67 |
| Artland Dragons      | 81–71 |       | 83–74 | 95–88 |
| BC Triumph Lyubertsy | 79–60 | 87–70 |       | 75–90 |
| Pınar Karşıyaka      | 70–51 | 95–99 | 77–79 |       |

### Cuartos de final
| Equipo 1             | Resultado | Equipo 2             | Partido 1 | Partido 2 | Partido 3 |
| -------------------- | --------- | -------------------- | --------- | --------- | --------- |
| BK Ventspils         | 1–2       | Szolnoki Olaj KK     | 82–63     | 76–82     | 78–82     |
| Élan Chalon          | 2–0       | Chorale Roanne       | 75–73     | 78–76     |           |
| Mad-Croc Fuenlabrada | 1–2       | BC Triumph Lyubertsy | 75–76     | 78–68     | 65–80     |
| Artland Dragons      | 0–2       | Beşiktaş Milangaz    | 73–74     | 63–77     |           |

## Final Four
La Final Four se celebró en el Főnix Hall de Debrecen, Hungría.
|  | Semifinales         | Semifinales         |             |                   | Final               | Final               |  |
|  | 27 de abril de 2012 | 27 de abril de 2012 |             |                   | 29 de abril de 2012 | 29 de abril de 2012 |  |
|  |                     |                     |             |                   |                     |                     |  |
|  |                     |                     |             |                   |                     |                     |  |
|  | Szolnoki Olaj KK    | 60                  |             |                   |                     |                     |  |
|  | Szolnoki Olaj KK    | 60                  |             |                   |                     |                     |  |
|  | Beşiktaş Milangaz   | 64                  |             |                   |                     |                     |  |
|  | Beşiktaş Milangaz   | 64                  |             | Beşiktaş Milangaz | 91                  |                     |  |
|  |                     |                     |             | Beşiktaş Milangaz | 91                  |                     |  |
|  |                     |                     | Élan Chalon | 86                |                     |                     |  |
|  | Élan Chalon         | 84                  | Élan Chalon | 86                |                     |                     |  |
|  | Élan Chalon         | 84                  |             |                   |                     |                     |  |
|  | Triumph Lyubertsy   | 69                  |             |                   | 3er y 4º puesto     | 3er y 4º puesto     |  |
|  | Triumph Lyubertsy   | 69                  |             |                   | 3er y 4º puesto     | 3er y 4º puesto     |  |
|  |                     |                     |             |                   |                     |                     |  |
|  |                     |                     |             |                   | Szolnoki Olaj KK    | 87                  |  |
|  |                     |                     |             |                   | Szolnoki Olaj KK    | 87                  |  |
|  |                     |                     |             |                   | Triumph Lyubertsy   | 94                  |  |
|  |                     |                     |             |                   | Triumph Lyubertsy   | 94                  |  |
|  |                     |                     |             |                   |                     |                     |  |

### Semifinales
| 27 de abril de 2012 | Szolnoki Olaj KK                              | 60–64                                 | Beşiktaş Milangaz                                         | |  |
| 18:00               | Parciales: 17–13, 13–20, 10–14, 20–17         | Parciales: 17–13, 13–20, 10–14, 20–17 | Parciales: 17–13, 13–20, 10–14, 20–17                     | |  |
|                     | Estadísticas Nikolov, 13 Báder, 14 Trotter, 7 | Reporte Pts Reb Asts                  | Estadísticas Erceg, 17 Dudley, Mensah-Bonsu, 13 Arroyo, 5 | Pabellón: Főnix Hall, Debrecen Asistencia: 3,500 espectadores Árbitros: Miguel Pérez Pérez (ESP), Fernando Rocha (POR), Tomasz Trawicki (POL) |  |

| 27 de abril de 2012 | Élan Chalon                                      | 84–69                                 | BC Triumph Lyubertsy                                     | |  |
| 20:30               | Parciales: 20–17, 29–16, 15–19, 20–17            | Parciales: 20–17, 29–16, 15–19, 20–17 | Parciales: 20–17, 29–16, 15–19, 20–17                    | |  |
|                     | Estadísticas Schilb, 29 Aminu, 10 Tchicamboud, 7 | Reporte Pts Reb Asts                  | Estadísticas Jefferson, 26 Jefferson, Landry, 9 McKee, 6 | Pabellón: Főnix Hall, Debrecen Asistencia: 1,700 espectadores Árbitros: Damir Javor (SLO), Igor Dragojevic (MNE), Aare Halliko (EST) |  |

### Tercer y cuarto puesto
| 29 de abril de 2012 | Szolnoki Olaj KK                                              | 87–94                                 | BC Triumph Lyubertsy                              | |  |
| 18:00               | Parciales: 27–21, 19-28, 20–12, 21-33                         | Parciales: 27–21, 19-28, 20–12, 21-33 | Parciales: 27–21, 19-28, 20–12, 21-33             | |  |
|                     | Estadísticas Trotter, 33 Mills, 12 Horváth, Nikolov, Mills, 5 | Reporte Pts Reb Asts                  | Estadísticas Jefferson, 37 Jefferson, 10 McKee, 9 | Pabellón: Főnix Hall, Debrecen Asistencia: 3,400 espectadores Árbitros: Miguel Pérez Pérez (ESP), Tomasz Trawicki (POL), Tomislav Vovk (CRO) |  |

### Final
| 29 de abril de 2012 | Beşiktaş Milangaz                                        | 91–86                                 | Élan Chalon                                                              | |  |
| 20:30               | Parciales: 27–15, 17–25, 13–15, 34–31                    | Parciales: 27–15, 17–25, 13–15, 34–31 | Parciales: 27–15, 17–25, 13–15, 34–31                                    | |  |
|                     | Estadísticas Mensah-Bonsu, 26 Mensah-Bonsu, 20 Arroyo, 8 | Reporte Pts Reb Asts                  | Estadísticas Tchicamboud, 19 Aminu, Evtimov, Lauvergne, 8 Tchicamboud, 7 | Pabellón: Főnix Hall, Debrecen Asistencia: 3,500 espectadores Árbitros: Fernando Rocha (POR), Damir Javor (SLO), Igor Dragojevic (MNE) |  |